# Rugbi a 15
El rugbi a 15 és un esport d'equip practicat per dos equips de 15 jugadors. A casa nostra es coneix simplement com rugbi, però en els llocs on es practica el rugbi a 13 es diferencia entre les dues modalitats, rebent aquest nom o també rugby union, degut al fet que l'organisme rector rebé el nom de Rugby Football Union.
L'objectiu és portar una pilota ovalada fins a la zona de marca de l'equip rival i dipositar-la a terra. L'equip contrari ha d'evitar que el contrari arribi a la línia de marca placant a qui porta la pilota.

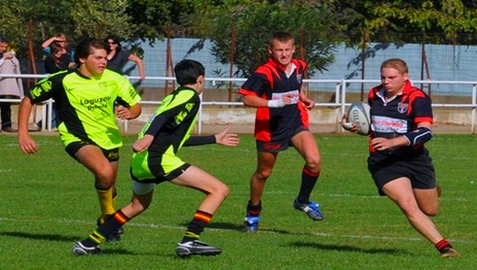
Exemple d'una fase de joc en la formació

## Equips i posicions
Cada equip comença el partit amb 15 jugadors al camp i set o vuit suplents. Els jugadors d'un equip es divideixen en vuit davanters (dos més que al rugbi a 13) i set tresquarts.

### Davanters

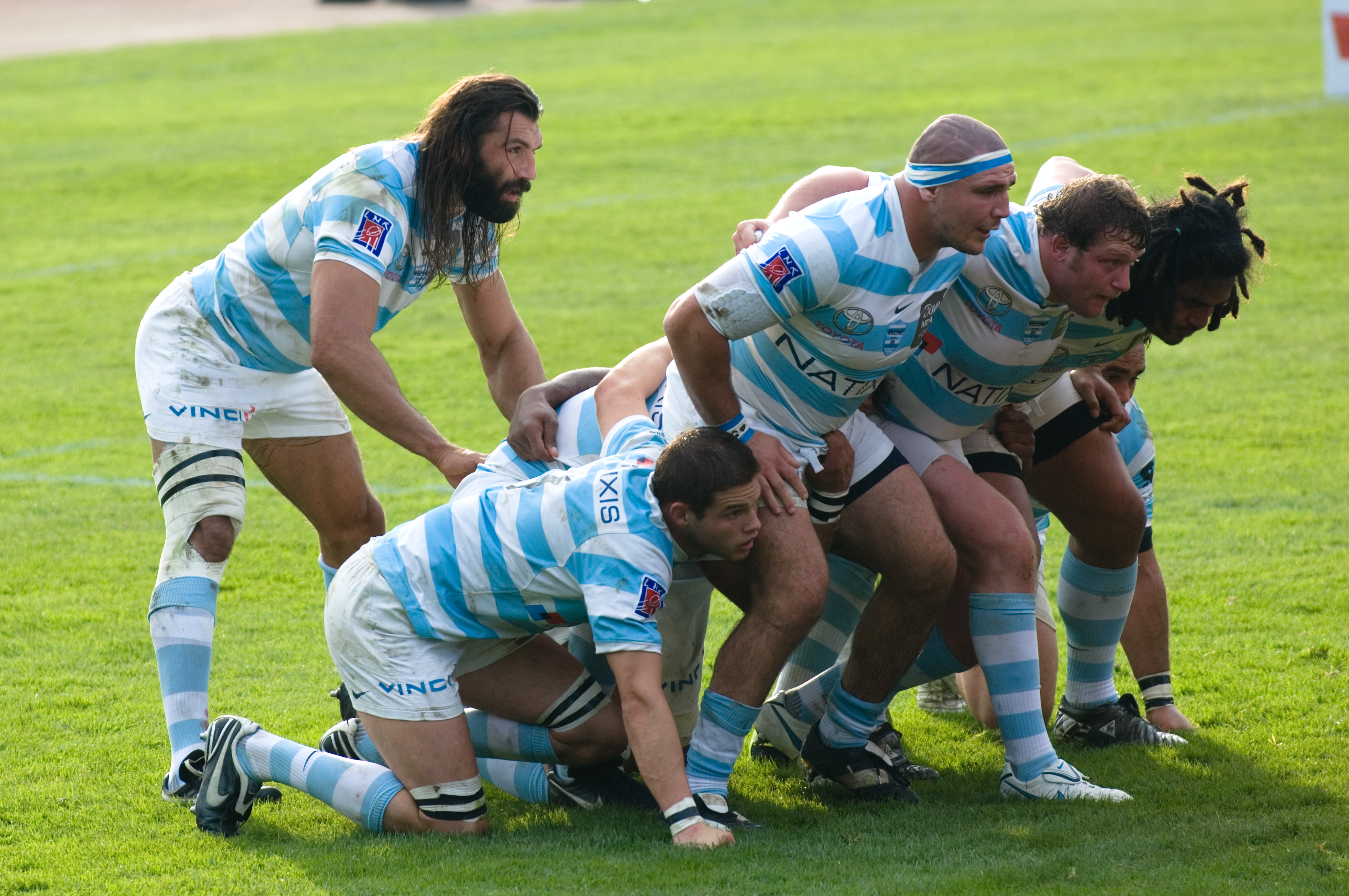
Exemple d'una melé

Les principals responsabilitats dels davanters són guanyar i retenir la possessió de la pilota. Aquests tenen un paper vital al placatge i el ruck dels jugadors contraris. Els jugadors en aquestes posicions són generalment més grans i més forts i participen en la melé i en el servei de toc. Els davanters són sovint anomenats col·lectivament com el "pack", especialment quan estan en la formació de melé.

### Tresquarts
La funció dels tresquarts és la de crear i convertir les oportunitats per marcar punts. En general, són més petits, més ràpids i més àgils que els davanters. Una altra distinció entre els davanters i els tresquarts és que s'espera que aquests últims tinguin més habilitats per expulsar i manejar la pilota, especialment el mig de melé (9), el mig d'obertura (10) i el darrer (15).

## Reglament

### Puntuació
El rugbi a 15 es juga entre dos equips: el que anota més punts guanya el partit. Els punts poden anotar-se de diverses maneres: un assaig (anglès: try), anotat en recolzar la pilota a la zona d'assaig (entre la línia d'assaig i la línia de pilota morta), val 5 punts i un xut de transformació subsegüent anota 2 punts; un xut de càstig (anglès: penalty kick) exitós o un xut de sobretot (anglès: drop goal) anoten 3 punts cadascun. Els valors de cadascun dels mètodes de puntuació han canviat al llarg dels anys.

Diagrama d'un camp de joc de rugbi a 15 que mostra les diferents línies i distàncies marcades

### Camp de joc
Segons les Regles de Joc de World Rugby, un camp de rugbi típic, està format per dues zones principals:
- L'àrea de joc, que inclou el camp de joc i els dos in-goals, i
- L'àrea perimetral, un espai clar, lliure d'obstacles com tanques i altres objectes que puguin suposar un perill per als jugadors i els oficials (però sense incloure les banderes de senyalització, que solen ser de construcció tova).

L‟àrbitre (i els seus assistents) solen tenir plena autoritat i responsabilitat sobre tots els jugadors i altres oficials dins del camp de joc. Les tanques o cordes (especialment als clubs amateurs) s'utilitzen generalment per marcar l'extensió d'aquesta àrea, encara que als estadis moderns pot incloure tot el terra de l'estadi o un altre espai designat.
Les Regles, sobretot, exigeixen que la superfície del recinte de joc sigui segura, encara que també permeten que s'utilitzi herba, sorra, argila, neu o gespa artificial conforme; la superfície seria, en general, uniforme a tota l'àrea de joc i a l'àrea perimetral, encara que depenent de com sigui de gran el perímetre, es podran utilitzar altres superfícies com terra, gespa artificial, etc. fora d'un perímetre "lliscant" des dels límits de l'àrea de joc.

#### Àrea de joc
La major part de l'àrea de joc és el lloc on es desenvolupa la major part del joc. En general, la pilota es considera viva mentre està en aquesta àrea, sempre que els jugadors no cometin una infracció, amb regles especials aplicades a zones específiques de l'àrea de joc.
L'àrea de joc consisteix en:
- El "camp de joc", delimitat per les línies de toc i de marc o assaig (però sense incloure-les), i
- Una zona d'assaig a cada extrem del camp, delimitada per les dues línies laterals paral·leles d'extensió (conegudes en aquest context com a línies de toc d'assaig) i la línia de pilota morta, però sense incloure-les, i el seu altre límit és la línia d'assaig (o línia de marca), que s'inclou com a part de la zona d'assaig.

#### Camp de joc
Un "camp de joc" típic sol tenir 100 metres de llargada per 68-70 metres d'amplada per al rugbi professional, depenent dels requisits específics de cada terreny. Les lleis exigeixen que el terreny de joc tingui una longitud d'entre 94 metres i 100 metres, amb una amplada d'entre 68 metres i 70 metres.
Atès que altres esports, com el futbol o el rugbi a 13, han especificat una amplada preferida o estàndard de 68 metres, aquesta s'utilitza sovint, tret que el terreny hagi estat dissenyat específicament per albergar un camp de rugbi de 70 metres. La longitud típica és de 100 metres, amb una línia (vegeu més avall) marcada sovint a meitat del camp amb un “50”, que representa 50 metres des de cada línia d'assaig. Les variacions s'han permès a les lleis, possiblement per adaptar-se als camps més antics (potser fins i tot abans de la metrificació, quan s'especificaven les iardes i els peus) i les nacions en desenvolupament.

### Estructura del partit
Al principi del partit, els capitans i l'àrbitre llancen una moneda per decidir quin equip farà el servei inicial. El joc comença llavors amb un xut de sobretot (anglès: dropkick), en què els jugadors persegueixen la pilota fins al territori de l'equip contrari, i l'altre equip intenta recuperar la pilota i fer-ho avançar. El xut de sobretot ha de fer contacte amb el terra abans de ser xutat. Si la pilota no arriba a la línia de 10 metres de l'oponent, l'equip oponent té dues opcions: fer que la pilota sigui novament xutada, o fer un melé al centre de la línia de mig camp. Si el jugador amb la pilota és placat, freqüentment es produeix una melé oberta (anglès: ruck).
Els partits es divideixen en temps de 40 minuts, amb una mitja part de no més de 15. Els equips intercanvien la banda del camp després del descans. Les parades per lesió o perquè l'àrbitre prengui mesures disciplinàries no compten com a part del temps de joc, per la qual cosa el temps transcorregut sol ser superior a 80 minuts. L'àrbitre és responsable de portar el temps, fins i tot quan -com en molts tornejos professionals- és assistit per un cronometrador oficial. Si el temps expira mentre la pilota està en joc, el joc continua fins que la pilota estigui "morta", i només llavors l'àrbitre farà sonar el xiulet per assenyalar el mig temps o el temps complet; però si l‟àrbitre concedeix una sanció o un xut franc, el joc continua.
A les fases eliminatòries de les competicions de rugbi, sobretot a la Copa del Món, es juguen dues pròrrogues de 10 minuts (amb un interval de 5 minuts entre elles) si el partit està empatat després del temps reglamentari. Si el marcador està empatat després de 100 minuts, el reglament estableix que es juguin 20 minuts de pròrroga a mort sobtada. Si a la pròrroga a mort sobtada no s'anota cap gol, es recorrerà a una ronda de xuts per determinar el guanyador. Tot i això, cap partit en la història de la Copa del Món de Rugbi ha superat els 100 minuts en una pròrroga a mort sobtada.

### Passades i xuts
No es permet la passada cap endavant (llançar la pilota cap endavant a un altre jugador); la pilota pot ser passada lateralment o cap enrere. La pilota tendeix a ser moguda cap endavant de tres maneres: xutant-la amb el peu, per un jugador que corre amb ella o dins d'una malé o mol. El jugador amb la pilota és l'únic que pot ser tacklejat o burxat. Es comet un "avant" quan un jugador copeja la pilota cap endavant, i el joc es reinicia amb una melé.
Qualsevol jugador pot xutar la pilota cap endavant en un intent de guanyar territori. Quan un jugador en qualsevol lloc de l'àrea de joc xuta indirectament la pilota cap a la línia de toc, de manera que la pilota rebota primer al camp de joc, el servei de toc (anglès: line-out) s'efectua on la pilota ha acabat sortint de la línia de toc. Si el jugador xuta directament a la línia de toc (és a dir sense botar primer al camp de joc) des de la pròpia línia de 22 metres, el servei de toc és efectuat per l'equip contrari on la pilota va sortir de la línia de toc, però si la pilota és patejada a la línia de toc directament per un jugador fora de la línia de 22 metres, el servei de toc s'efectua al nivell del lloc on es va efectuar la puntada de peu.

### Breakdown
L'objectiu de l'equip defensor és aturar el jugador amb la pilota, ja sigui tirant-lo a terra (un placatge, que sol anar seguit d'una melé oberta o ruck) o disputant la possessió amb el portador de la pilota dret (un mol). Aquesta circumstància s'anomena breakdown i cadascuna es regeix per una llei específica.

#### Placatge
Un jugador pot placar un jugador contrari que té la pilota agafant-lo mentre el porta a terra. Els placadors no poden placar per sobre de l'espatlla (el coll i el cap estan fora dels límits), i el placador ha d'intentar envoltar amb els seus braços el jugador placat per completar el placatge. És il·legal empènyer, carregar amb l'espatlla o fer ensopegar un jugador amb els peus o les cames, però es poden utilitzar les mans (el que s'anomena "placatge francès" o "ankle-tap"). Els placadors no poden placar un adversari que ha saltat per atrapar una pilota fins que el jugador hagi tocat el terra.

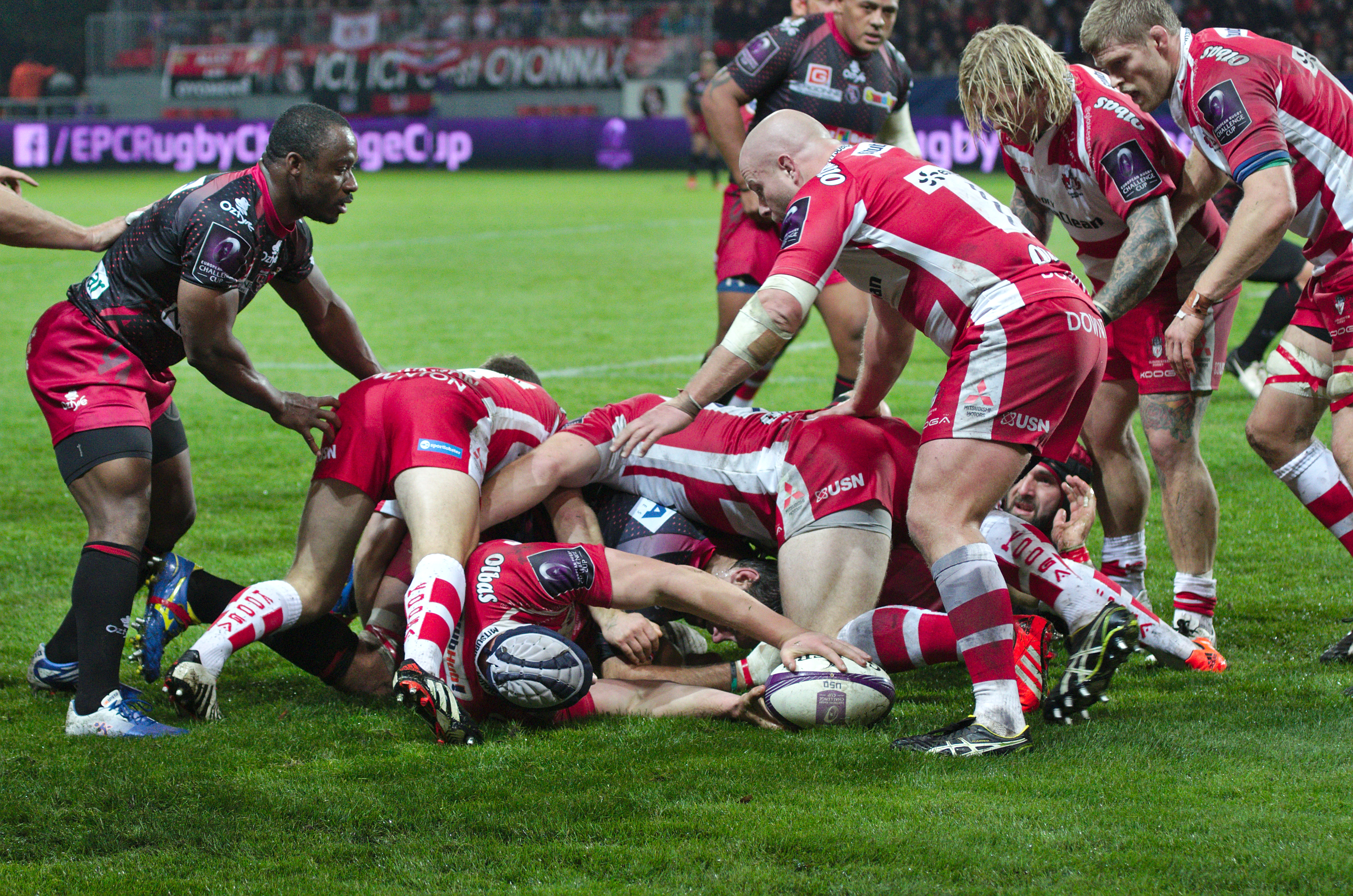
Una melé oberta o ruck en un partit

#### Rucksi mols
Els mols es produeixen després que un jugador amb la pilota hagi entrat en contacte amb un oponent, però els dos romanen drets; un cop qualsevol combinació d'almenys tres jugadors s'han agafat, s'ha establert un mol. Un ruck és similar al maul, però en aquest cas la pilota s'ha anat a terra amb almenys tres jugadors atacants agafant-se a terra en un intent d'assegurar la pilota.

### Jugades a pilota parada

#### Servei de toc otouch

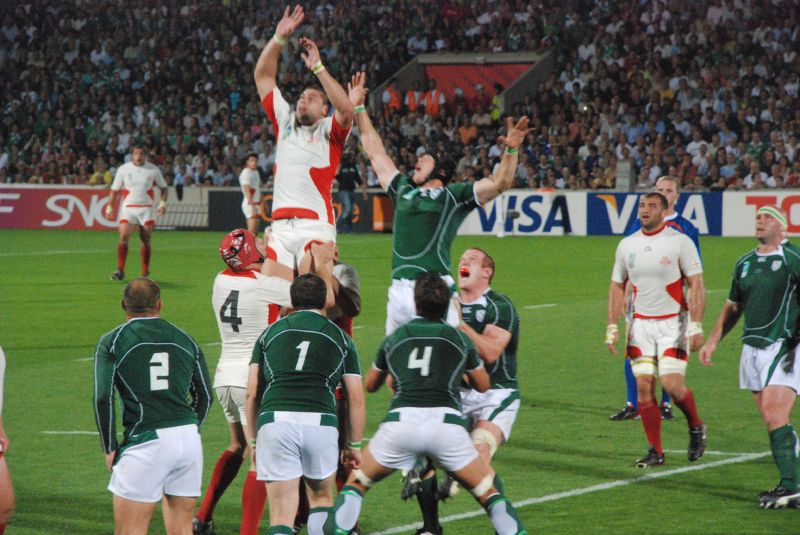
Irlanda i Geòrgia disputant un servei de toc a la Copa del Món de Rugbi 2007

Quan la pilota surt del costat del camp, s'atorga un servei de toc (anglès: line-out) contra l'equip que va tocar la pilota per darrera vegada. Els davanters de cada equip s'alineen a un metre de distància, perpendicular a la línia de toc i entre 5 i 15 m de la línia de toc. La pilota és llançada des de la línia de toc pel centre de les línies dels davanter per un jugador (generalment el taloner-a) de l'equip la pilota del qual no va ser duta al toc. L'excepció a això és quan la pilota va sortir d'un penal, cas en què l'equip que va guanyar el penal llança la pilota.

#### Melé
La melú és una manera de reprendre el joc de forma segura i justa després d'una infracció menor. S'atorga quan la pilota ha estat copejada o passada endavant, si un jugador porta la pilota sobre la seva pròpia línia d'assaig i posa la pilota al terra, quan un jugador està accidentalment fora de joc o quan la pilota està atrapada en un ruck o mol sense possibilitats reals de ser recuperada. Un equip també pot optar per una melé si se li atorga un penal.

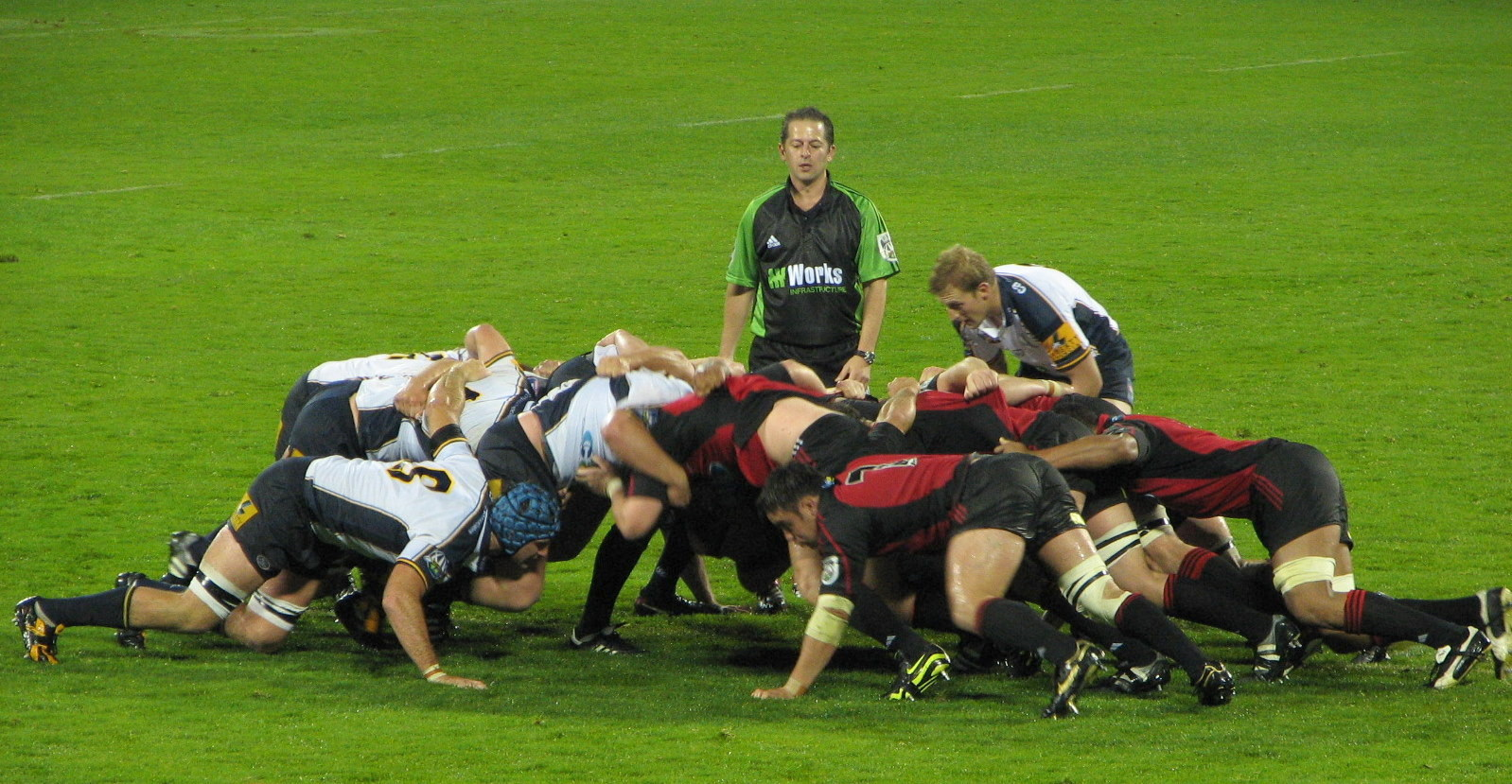
Una melé entre els Crusaders de Nova Zelanda i els Brumbies d'Austràlia

La melé es forma amb els vuit davanter de cada equip ajupits i units en tres files, abans d'entrellaçar-se amb l'equip contrari. Per a cada equip, la primera línia consisteix en dos pilars (interior i exterior) a cada costat del taloner. Els dos pilars solen estar entre els jugadors més forts de l'equip. La segona fila està formada per dos segones i els dos flankers. Darrere de la segona fila hi ha el número 8. Aquesta formació es coneix com la formació 3-4-1. Quan es forma una melé, el mig de melé de l'equip al qual se li ha atorgat l'avenç fa rodar la pilota cap a l'espai entre les dues primeres línies conegut com el passadís. Els dos taloners llavors competeixen per la possessió enganxant la pilota cap enrere amb els peus, mentre que cada equip intenta empènyer l'equip contrari enrere per poder guanyar la possessió. L'equip que guanya la possessió pot mantenir la pilota sota els seus peus mentre fa retrocedir a l'oposició, per guanyar terreny, o transferir la pilota al fons de la melé on pot ser recollida pel número 8 o pel mig de melé.

## Competicions

### Competicions de Nacions
- Copa del Món de Rugbi: És la màxima competició mundial disputada per les millors seleccions del planeta cada quatre anys.
- Torneig de les Sis Nacions: És la competició anual de rugbi més famosa i la disputen les seleccions d'Escòcia, País de Gal·les, Anglaterra, Irlanda, França i Itàlia.
- Torneig de les Tres Nacions: Disputada per les tres nacions més potents de l'hemisferi sud, Austràlia, Nova Zelanda i Sud-àfrica.
- Bledisloe Cup: Torneig disputat entre Austràlia i Nova Zelanda.

### Competicions de Clubs
- Heineken Cup: Lliga europea de clubs.
- European Challenge Cup: Competició europea per a clubs en format de copa.
- Super 14: Torneig per a clubs d'Austràlia, Nova Zelanda i Sud-àfrica
- Campionats de Catalunya de rugbi
- Lliga espanyola de rugbi
- Campionat d'Espanya de Rugbi (Copa del rei)
- Campionat de França de rugbi a 15
- Challenge Yves du Manoir (França)
- Copa de França de rugbi a 15

## Clubs
- Clubs de rugbi als Països Catalans